# 51st Street
51st Street – stacja metra nowojorskiego, na linii 4 i 6. Znajduje się w dzielnicy Manhattan, w Nowym Jorku i zlokalizowana jest pomiędzy stacjami 59th Street i Grand Central – 42nd Street. Została otwarta 17 lipca 1918.